# قاب (قوس)

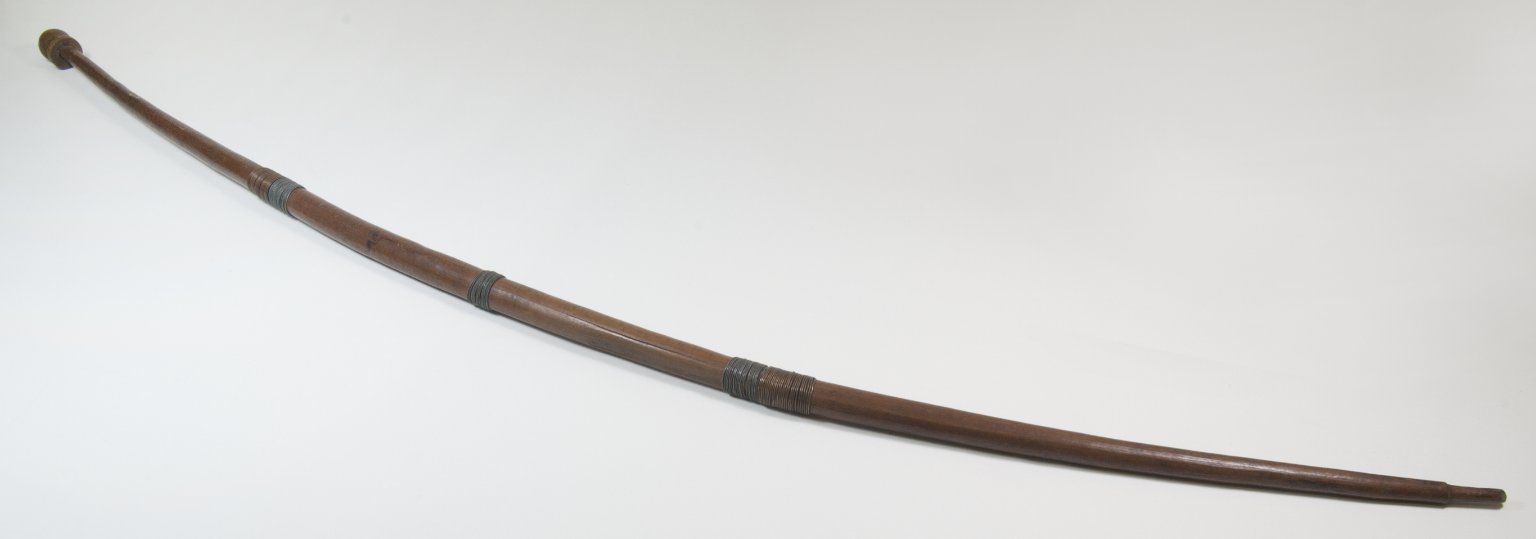
قابا قوس إفريقية وكَبِدها (مقبضها)، بلا وتر

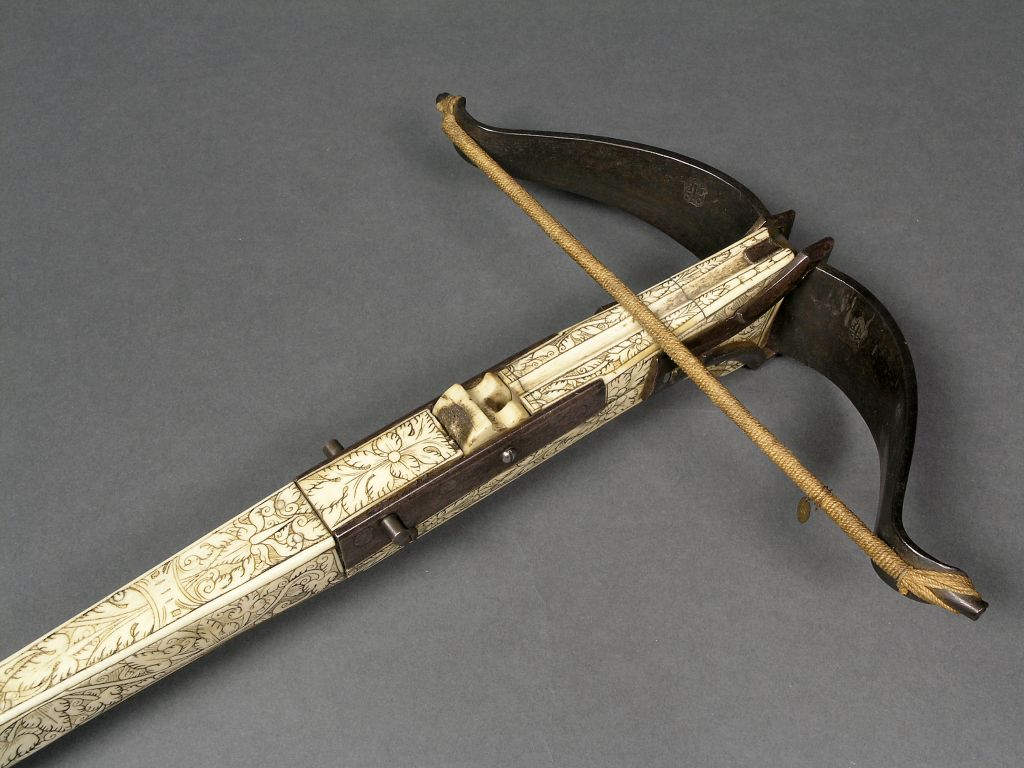
قوس إفرنجية ذات قابين معدنيين سميكين

القَاب (الجمع: أقواب) هو أحد أجزاء قوس الرماية. وهو على شكل قضيب مصنوع من مادة مرنة تقوم بتخزين الطاقة الناتجة عن شد القوس. يُربط وتر في طرفي القابين اللذين يُسمان "المِذْرَوَيْن"، والذي يتوسط في تحويل الطاقة الكامنة للقابين إلى طاقة حركية للقذيفة.
أنواع القاب:
- خشبي – غالبًا من أخشاب الطقسوس أو المران أو الجوز أو الدردار.
- مركب – من الأوتار والخشب والقرن
- معدني – من الفولاذ
- مركب حديث – من ألياف الكربون والألياف الزجاجية وغيرها.